# Die Gefangenen
Die Gefangenen ist eine fünfteilige Dokumentation des ZDF über deutsche Kriegsgefangene des Zweiten Weltkriegs, die von 14. Oktober bis 11. November 2003 erstausgestrahlt wurde. In den Folgen berichten Zeitzeugen über ihre Gefangennahme, Transporte, Empfindungen, Fluchtversuche und Heimkehr. Insgesamt elf Millionen deutsche Soldaten gerieten in Gefangenschaft; erst 1955/56 kehrten die letzten „10.000“ heim.

## Folgen
1. Ab nach Sibirien!
2. Willkommen im Camp
3. Schlimmer als die Hölle
4. Zwischen Tod und Liebe
5. Die Heimkehr der Zehntausend